# جان‌شناسی

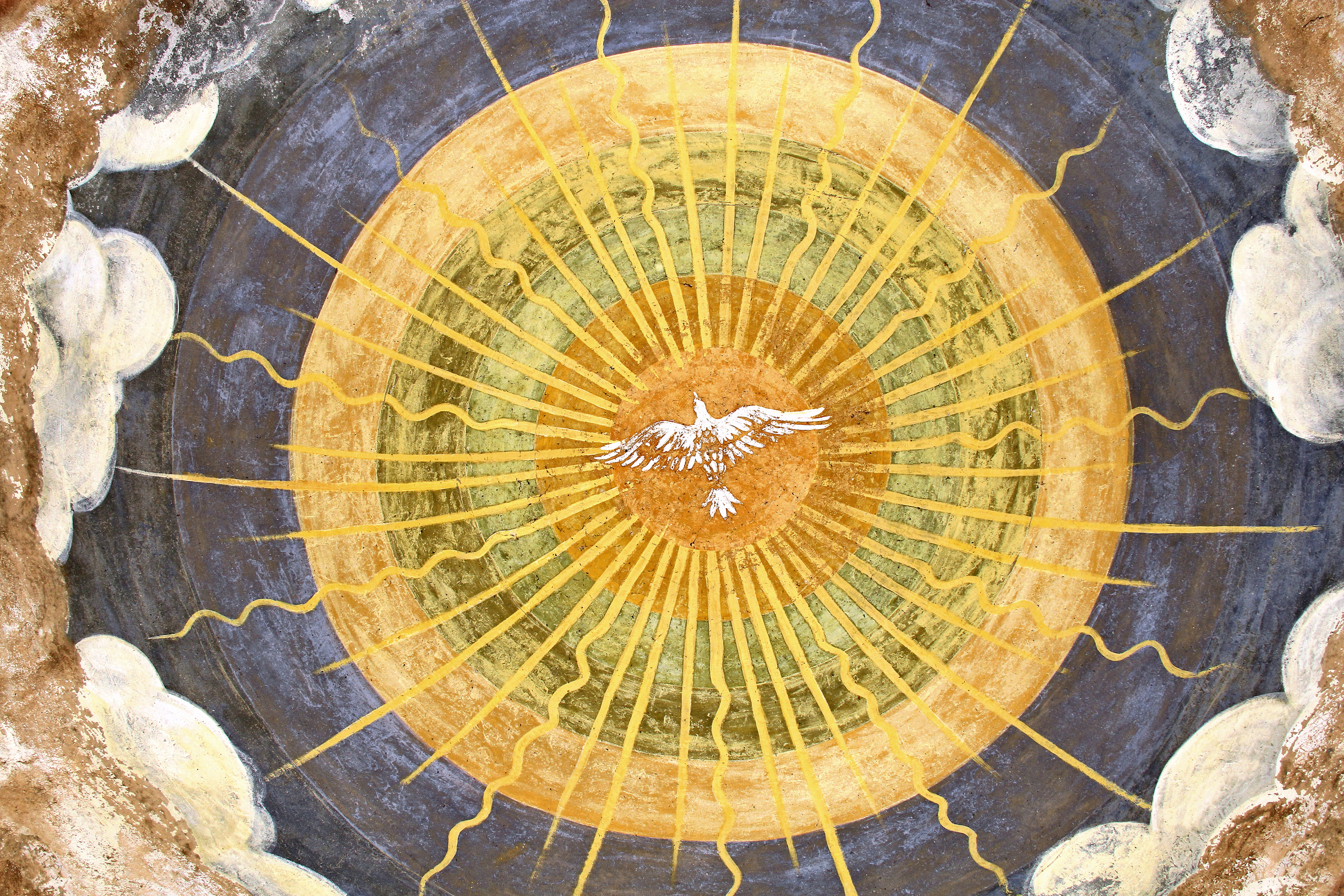
نمایش نمادین روح القدس از صومعه قرون وسطایی Žiča

جان‌شناسی (به انگلیسی: Pneumatology)، در الهیات مسیحی بر مطالعه روح القدس تمرکز دارد.
این اصطلاح از کلمه یونانی Pneuma (πνεῦμα) گرفته و به معنای «نفس» یا «روح» است و در قالب استعاره موجودیت غیرمادی را توصیف می‌کند. جان‌شناسی شامل مطالعه شخصیت روح‌القدس و آثار روح‌القدس است.  نحله‌های مسیحی رویکردهای الهیاتی متفاوتی در مورد مسائل مختلف جان‌شناختی دارند.

## تاریخچه
تاریخچه الهیات مسیحی به‌طور سنتی به چهار مرحله اصلی تقسیم می‌شود که دوره‌های اصلی توسعه تاریخی جان‌شناسی مسیحی را نیز نشان می‌دهد:
1. دوره پاتریستیکی.
2. دوره قرون وسطی.
3. اصلاحات و ضد اصلاحات.
4. دوران معاصر.